# Особая точка кривой
Особая точка кривой — точка, в окрестности которой не существует гладкой параметризации. Точное определение зависит от типа изучаемой кривой.

## Алгебраические кривые на плоскости
Алгебраическую кривую на плоскости можно определить как множество точек {\displaystyle \left(x,y\right)}, удовлетворяющих уравнению вида {\displaystyle f\left(x,y\right)=0}, где {\displaystyle f\left(x,y\right)} — полиномиальная функция {\displaystyle f\colon \mathbb {R} ^{2}\rightarrow \mathbb {R} }:
{\displaystyle f=a+b_{1}x+b_{2}y+c_{1}x^{2}+2c_{2}xy+c_{3}y^{2}+\dots }.
Если начало координат {\displaystyle \left(0,0\right)} принадлежит кривой, то {\displaystyle a=0}. Если {\displaystyle b_{2}\not =0}, то теорема о неявной функции гарантирует существование гладкой функции {\displaystyle g}, такой что кривая принимает вид {\displaystyle y=g\left(x\right)} в окрестности начала координат. Аналогично, если {\displaystyle b_{1}\not =0}, то существует такая функция {\displaystyle h}, что кривая удовлетворяет уравнению {\displaystyle x=h\left(y\right)} в окрестности начала координат. В обоих случаях существует гладкое отображение {\displaystyle \mathbb {R} \rightarrow \mathbb {R} }, которое определяет кривую в окрестности начала координат. Заметим, что в окрестности начала координат
{\displaystyle b_{1}={\partial f \over \partial x},\,b_{2}={\partial f \over \partial y}.}
Особые точки кривой — это те точки кривой, в которых обе производные обращаются в ноль:
{\displaystyle f(x,y)={\partial f \over \partial x}={\partial f \over \partial y}=0.}

### Регулярные точки
Пусть кривая проходит через начало координат. Положив {\displaystyle y=mx}, можно представить {\displaystyle f} в виде
{\displaystyle f=(b_{1}+b_{2}m)x+(c_{1}+2c_{2}m+c_{3}m^{2})x^{2}+\dots }.
Если {\displaystyle b_{1}+b_{2}m\not =0}, то уравнение {\displaystyle f=0} имеет решение кратности 1 в точке {\displaystyle x=0} и начало координат является точкой одиночного контакта кривой с прямой {\displaystyle y=mx}. Если {\displaystyle b_{1}+b_{2}m=0}, то {\displaystyle f=0} имеет в точке {\displaystyle x=0} решение кратности 2 или выше и прямая {\displaystyle y=mx} является касательной к кривой. В этом случае, если {\displaystyle c_{1}+2c_{2}m+c_{3}m^{2}\not =0}, кривая имеет двойной контакт с прямой {\displaystyle y=mx}. Если {\displaystyle c_{1}+2c_{2}m+c_{3}m^{2}=0}, а коэффициент при {\displaystyle x^{3}} не равен нулю, то начало координат является точкой перегиба кривой. Это рассуждение может быть применено к любой точке кривой путём переноса начала координат в заданную точку.

### Двойные точки

Три улитки Паскаля иллюстрируют типы двойных точек. Левая кривая имеет изолированную точку в начале координат. Центральная кривая, кардиоида, имеет касп в начале координат. Правая кривая имеет в начале координат точку самопересечения, образуя петлю.

Если в вышеприведённом уравнении {\displaystyle b_{1}=0} и {\displaystyle b_{2}=0}, но по крайней мере одна из величин {\displaystyle c_{1}}, {\displaystyle c_{2}} или {\displaystyle c_{3}} не равна нулю, то начало координат называется двойной точкой кривой. Снова положим {\displaystyle y=mx}, тогда {\displaystyle f} примет вид
{\displaystyle f=(c_{1}+2c_{2}m+c_{3}m^{2})x^{2}+(d_{1}+3d_{2}m+3d_{3}m^{2}+d_{4}m^{3})x^{3}+\dots .}
Двойные точки можно классифицировать по корням уравнения {\displaystyle c_{1}+2c_{2}m+c_{3}m^{2}=0}.

#### Точки самопересечения
Если уравнение {\displaystyle c_{1}+2c_{2}m+c_{3}m^{2}=0} имеет два вещественных решения по {\displaystyle m}, то есть, если {\displaystyle c_{2}^{2}-c_{1}c_{3}>0}, то начало координат называется точкой самопересечения. Кривая в этом случае имеет две различные касательные, соответствующие двум решениям уравнения {\displaystyle c_{1}+2c_{2}m+c_{3}m^{2}=0}. Функция {\displaystyle f} в этом случае имеет седловую точку в начале координат.

#### Изолированные точки
Если уравнение {\displaystyle c_{1}+2c_{2}m+c_{3}m^{2}=0} не имеет вещественных решений по {\displaystyle m}, то есть, если {\displaystyle c_{2}^{2}-c_{1}c_{3}<0}, то начало координат называется изолированной точкой. На вещественной плоскости начало координат окажется изолировано от кривой, однако на комплексной плоскости начало координат изолировано не будет и будет иметь две мнимых касательных, соответствующих двум мнимым решениям уравнения {\displaystyle c_{1}+2c_{2}m+c_{3}m^{2}=0}. Функция {\displaystyle f} в этом случае имеет локальный экстремум в начале координат.

#### Каспы
Если уравнение {\displaystyle c_{1}+2c_{2}m+c_{3}m^{2}=0} имеет одно вещественное решение по {\displaystyle m} кратности 2, то есть, если {\displaystyle c_{2}^{2}-c_{1}c_{3}=0}, то начало координат называется  каспом, или точкой возврата. Кривая в этом случае в особой точке меняет направление, образуя остриё. Кривая в начале координат имеет единственную касательную, что можно трактовать как две совпадающие касательные.

#### Дальнейшая классификация
Термин узел (англ. node) используется как общее название для изолированных точек и точек самопересечения. Число узлов и число каспов кривой являются двумя инвариантами, используемыми в формулах Плюккера.
Если одно из решений уравнения {\displaystyle c_{1}+2c_{2}m+c_{3}m^{2}=0} является также решением уравнения {\displaystyle d_{1}+3d_{2}m+3d_{3}m^{2}+d_{4}m^{3}=0}, то соответствующая ветвь кривой имеет перегиб в начале координат. В этом случае начало координат называется точкой самокасания. Если обе ветви имеют это свойство, то {\displaystyle c_{1}+2c_{2}m+c_{3}m^{2}} является делителем {\displaystyle d_{1}+3d_{2}m+3d_{3}m^{2}+d_{4}m^{3}}, и начало координат называется биффлектоидальной точкой (точкой двойного соприкосновения).

### Многократные точки

Кривая с тройной точкой в начале координат.

В общем случае при равенстве нулю всех членов со степенью, меньшей {\displaystyle k}, и при условии, что хотя бы один член со степенью {\displaystyle k} не равен нулю, говорят, что кривая имеет многократную точку порядка k. В этом случае кривая имеет {\displaystyle k} касательных в начале координат, но некоторые из них могут быть мнимыми или совпадать.

## Параметрические кривые
Параметрическая кривая в R2 определяется как образ функции g: R → R2, g(t) = (g1(t), g2(t)). Особые точки такой кривой — это точки, в которых
{\displaystyle {dg_{1} \over dt}={dg_{2} \over dt}=0.}

Касп

Многие кривые можно задать в обоих видах, но эти два задания не всегда согласуются. Например, касп можно найти как у алгебраической кривой x3−y2 = 0, так и параметрической кривой g(t) = (t2, t3). Оба задания кривой дают особую точку в начале координат. Однако точка самопересечения кривой y2−x3−x2 = 0 в начале координат является особой для алгебраической кривой, но при параметрическом задании g(t) = (t2−1,t(t2−1)) пара производных g′(t) никогда не обращается в ноль, а потому точка не является особой в вышеуказанном смысле.
Следует соблюдать осторожность при выборе параметризации. Например, прямую y = 0 можно задать параметрически как g(t) = (t3, 0) и она будет иметь особую точку в начале координат. Если же её же параметризовать как g(t) = (t, 0), она не будет иметь особых точек. Таким образом, технически более корректно говорить об особых точках гладкого отображения, а не об особых точках кривой.
Вышеуказанные определения можно распространить на неявные кривые, которые можно определить как множество нулей f−1(0) произвольной гладкой функции. Определения также можно распространить на кривые в пространствах более высоких размерностей.
Согласно теореме Хасслера Уитни, любое замкнутое множество в Rn является множеством решений f−1(0) для некоторой гладкой функции f: Rn → R. Следовательно, любая параметрическая кривая может быть задана как неявная кривая.

## Типы особых точек
Примеры особых точек различных типов:
- Изолированная точка: x2+y2 = 0,
- Пересечение двух прямых[англ.]: x2−y2 = 0,
- Касп (точка возврата): x3−y2 = 0,
- Клювообразный касп: x5−y2 = 0.